# (3067) Akhmatova
(3067) Akhmatova ist ein Asteroid des Hauptgürtels. Er wurde am 14. Oktober 1982 von den ukrainischen Astronominnen Ljudmyla Karatschkina und Ljudmyla Schurawlowa am Krim-Observatorium in Nautschnyj (IAU-Code 095) entdeckt.
Der Asteroid wurde am 31. Mai 1988 nach der russischen Dichterin und Schriftstellerin Anna Andrejewna Achmatowa (1889–1966) benannt. Nach ihr war schon 1985 ein Venuskrater auf der nördlichen Venushemisphäre benannt worden: Venuskrater Akhmatova.